# Nutrigenomik
Bei der Nutrigenomik oder Nutrigenomforschung handelt es sich um ein Forschungsgebiet, bei dem die Erkenntnisse aus der Genomforschung, der Pflanzenzüchtung und Gentechnik sowie der modernen Medizin mit dem Ziel verknüpft werden sollen Nahrungsmittel zu entwickeln, die sich in der medizinischen Prävention und Behandlung einsetzen lassen.
Erreicht werden soll dieses Ziel durch die Entwicklung spezieller Typen von Designer Food – Functional Food („Impfbanane“), Nutraceuticals (Nahrungsmittel mit pharmazeutischer Wirkung) – und Nahrungszusatzstoffen. Der Bereich der Nutrigenomik stellt einen der jüngsten Bereiche moderner biotechnologischer Forschung dar. Internationale und nationale Forschungsprojekte aus diesem Bereich wie etwa die des Netzwerk Nutrigenomforschung Berlin-Brandenburg befinden sich weitestgehend im Aufbau oder in der Phase der Etablierung. 
Mit Hilfe modernster biotechnologischer Techniken soll versucht werden, die Erkenntnisse aus der Genomanalyse des Humangenomprojektes sowie der Pflanzengenomprojekte für die Medizin nutzbar zu machen. Damit tritt die Nutrigenomik zu einem gewissen Grad in Konkurrenz zu den Projekten der Pharmakogenomik (international bekannt als Pharmacogenomics) großer Pharmakonzerne, in weiten Teilen ergänzen oder überschneiden sich jedoch auch diese beiden Forschungszweige.
Ein weiterer Bereich der Nutrigenomik ist die Ernährungsberatung. Durch genetische Stoffwechselanalysen sollen passgenaue Ernährungsformen für die Personen gefunden werden. Durch individuelle Empfehlungen sollen die Patienten zu einer gesunden Ernährungsweise finden. Momentan beurteilt Johanna Feichtinger vom Verband für Unabhängige Gesundheitsberatung den Nutzen solcher Tests als zweifelhaft. „Der Zusammenhang zwischen Ernährung und Genen ist zu komplex, als dass anhand der bisherigen Ergebnisse direkte Empfehlungen abgeleitet werden können.“
Die aktuelle Arbeit in der Nutrigenomforschung konzentriert sich auf die weitere Entschlüsselung des Genoms des Menschen und verschiedener Nutzpflanzen, die Erforschung genetischer Ursachen verschiedener Volkskrankheiten, Erforschung der Ernährungsbedingten Krankheiten und auf die Entwicklung von Functional Food durch Gentechnik. Schwierig gestaltet sich diese Forschung auch deshalb, da mit der Entschlüsselung eines Genoms noch nichts über die epigenetischen Markierungen und deren genregulatorischen Auswirkungen bekannt wird.